# Samoa Amerykańskie na Letnich Igrzyskach Olimpijskich 1988
Samoa Amerykańskie na Letnich Igrzyskach Olimpijskich 1988, reprezentowane było przez 6 sportowców - byli to sami mężczyźni. Żadnemu z atletów nie udało się zdobyć medalu na tej olimpiadzie.

## Występy reprezentantów Samoa Amerykańskiego

### Boks
Mężczyźni
- waga półśrednia : Maselino Masoe
- waga półciężka : Mika Masoe

### Lekkoatletyka
Mężczyźni
- maraton : Gary Fanelli

### Podnoszenie ciężarów
Mężczyźni
- do 82,5 kg : Lopesi Faagu
- do 110 kg : Tauama Timoti

### Zapasy
- do 100 kg : Alesana Sione